# 白子郵便局
白子郵便局
- （しろこゆうびんきょく） - 三重県鈴鹿市にある郵便局。本記事にて記述する。
- （しらこゆうびんきょく） - 千葉県長生郡白子町にある郵便局。局番号は05146。

白子郵便局（しろこゆうびんきょく）は三重県鈴鹿市にある郵便局。民営化前の分類では集配普通郵便局であった。

## 概要
住所：〒510-0299 三重県鈴鹿市白子町2796-1

### 分室
分室はなし。過去に存在した分室は以下のとおり。
- 鈴鹿学園内分室 - 1988年（昭和63年）に廃止。代替として鈴鹿電気通信学園内簡易郵便局[1]が設置された。

## 沿革
- 1872年5月8日（明治5年4月2日） - 白子郵便取扱所として開設[2]。
- 1875年（明治8年）1月1日 - 白子郵便局（五等）となる。
- 1880年（明治13年）12月25日 - 為替取扱を開始[3]。
- 1881年（明治14年）6月 - 貯金取扱を開始。
- 1897年（明治30年）2月21日 - 白子郵便電信局となる[4]。
- 1903年（明治36年）4月1日 - 通信官署官制の施行に伴い白子郵便局となる。
- 1912年（明治45年）
  - 2月11日 - 電話通話事務を開始[5]。
  - 4月1日 - 電話交換業務を開始[6]。
- 1950年（昭和25年）
  - 4月1日 - 鈴鹿市南玉垣町の電電公社鈴鹿電気通信学園内に、鈴鹿学園内分室を設置[7]。
  - 7月10日 - 鈴鹿学園内分室において電話通話事務を開始[8]。
- 1956年（昭和31年）
  - 9月1日 - 鈴鹿学園内分室において和文電報受付事務の取扱を開始。
  - 10月1日 - 天名郵便局[9]から集配業務を移管。
- 1957年（昭和32年）11月5日 - 特定郵便局から普通郵便局に局種別改定。
- 1962年（昭和37年）5月21日 - 旧局舎の横に新築した鉄筋コンクリート造2階建ての局舎に移転。落成式は同年5月17日に挙行[10]。
- 1964年（昭和39年）8月2日 - 電話交換、和文電報配達、欧文電報受付・配達、国際電報受付・配達の各業務を、鈴鹿電報電話局に移管。
- 1987年（昭和62年）8月10日 - 鈴鹿市江島本町1-3から同市白子町2796-1に新築した鉄筋コンクリート造2階建ての局舎に移転。完成式は同年8月6日に挙行[11][12][13]。
- 1988年（昭和63年）7月31日 - 鈴鹿学園内分室を廃止。
- 2000年（平成12年）8月14日 - 外国通貨の両替および旅行小切手の売買に関する業務取扱を開始。
- 2001年（平成13年）4月1日 - NTT鈴鹿研修センター内簡易郵便局の廃止に伴い、取扱事務を承継[14]。
- 2007年（平成19年）10月1日 - 民営化に伴い、併設された郵便事業白子支店に一部業務を移管。
- 2012年（平成24年）10月1日 - 日本郵便株式会社発足に伴い、郵便事業白子支店を白子郵便局に統合。

## 取扱内容
- 郵便、印紙、ゆうパック、内容証明
- 貯金、為替、振替、振込、国際送金、外貨両替・トラベラーズチェック、国債、投資信託
- 生命保険、バイク自賠責保険、自動車保険、がん保険、引受条件緩和型医療保険
- ゆうちょ銀行ATM
- 「510-02xx」区域（鈴鹿市内の一部地域）の集配業務
- ゆうゆう窓口

## 周辺
- 鈴鹿市役所 白子地区市民センター
- 鈴鹿市体育館
- 鈴鹿市消防本部南消防署
- 三重県立白子高等学校
- 鈴鹿市立白子中学校
- 国道23号

## アクセス
- 近鉄名古屋線 白子駅から徒歩で約7分。
- 三重交通バス「白子郵便局」停留所下車。
- 東名阪自動車道 鈴鹿ICから南東へ約15km。
- 駐車場あり：18台